# Condensatie

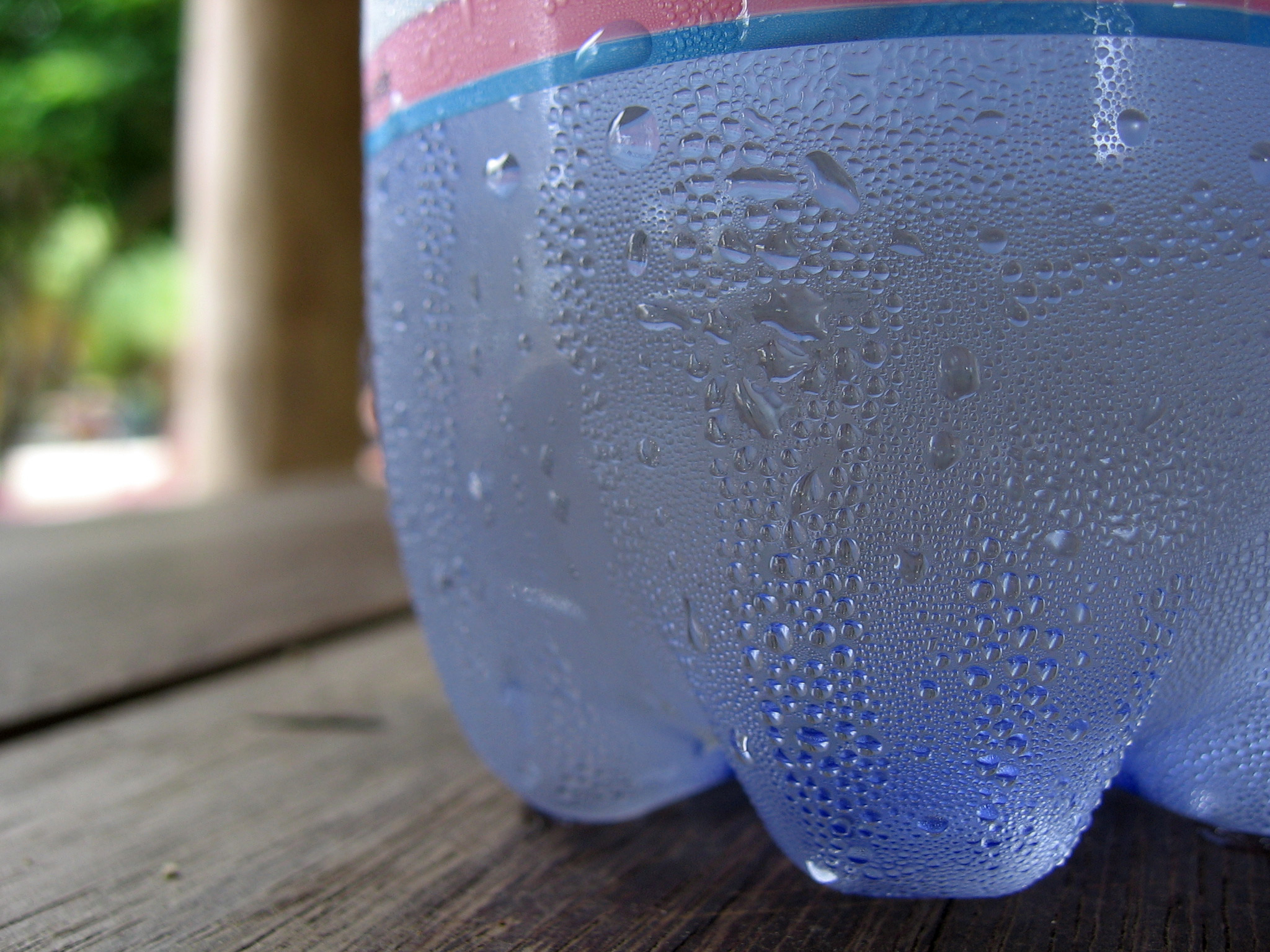
Condensatie van water op een koude fles

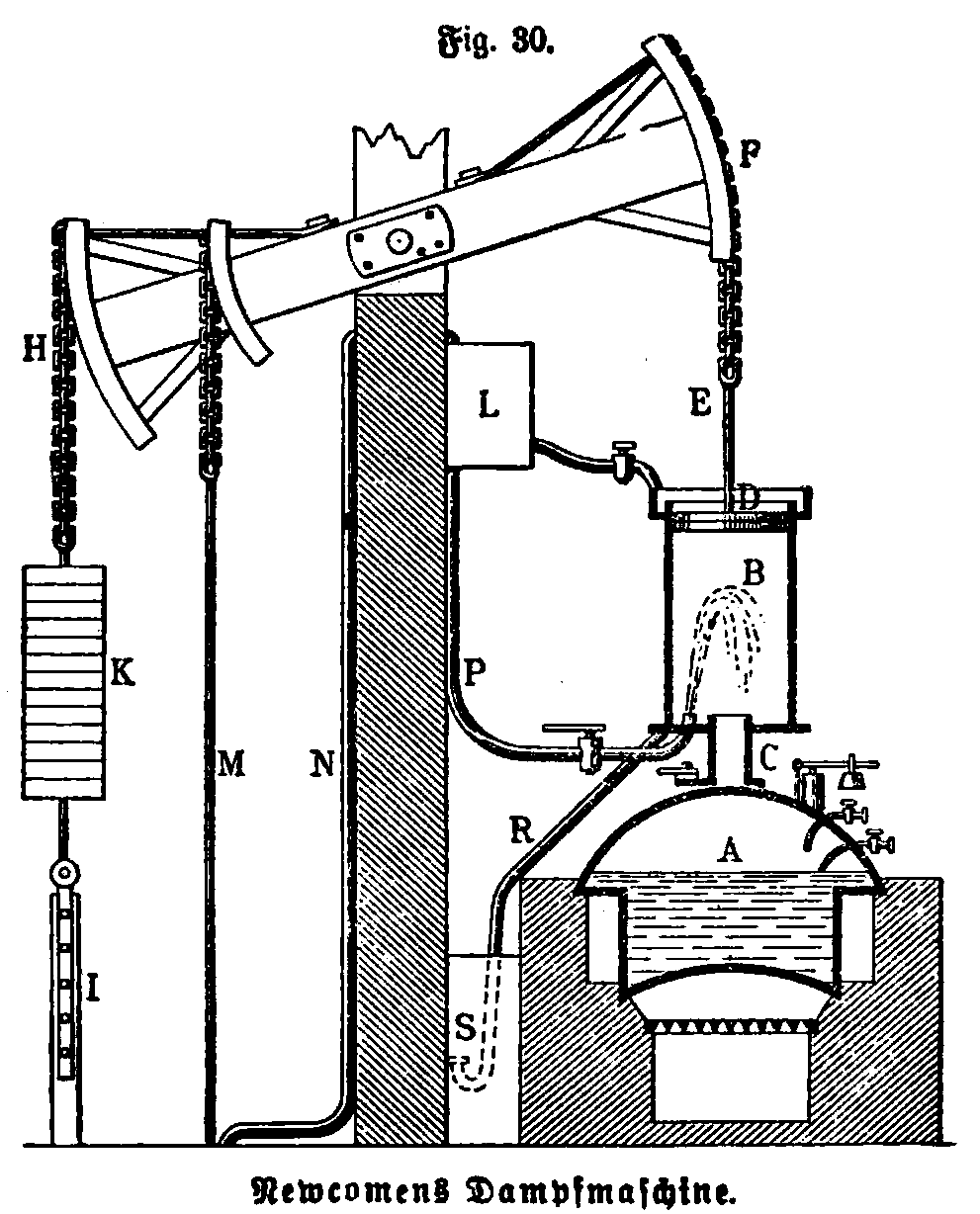
Stoommachine van Newcomen, in de encyclopédie Meyers van 1890

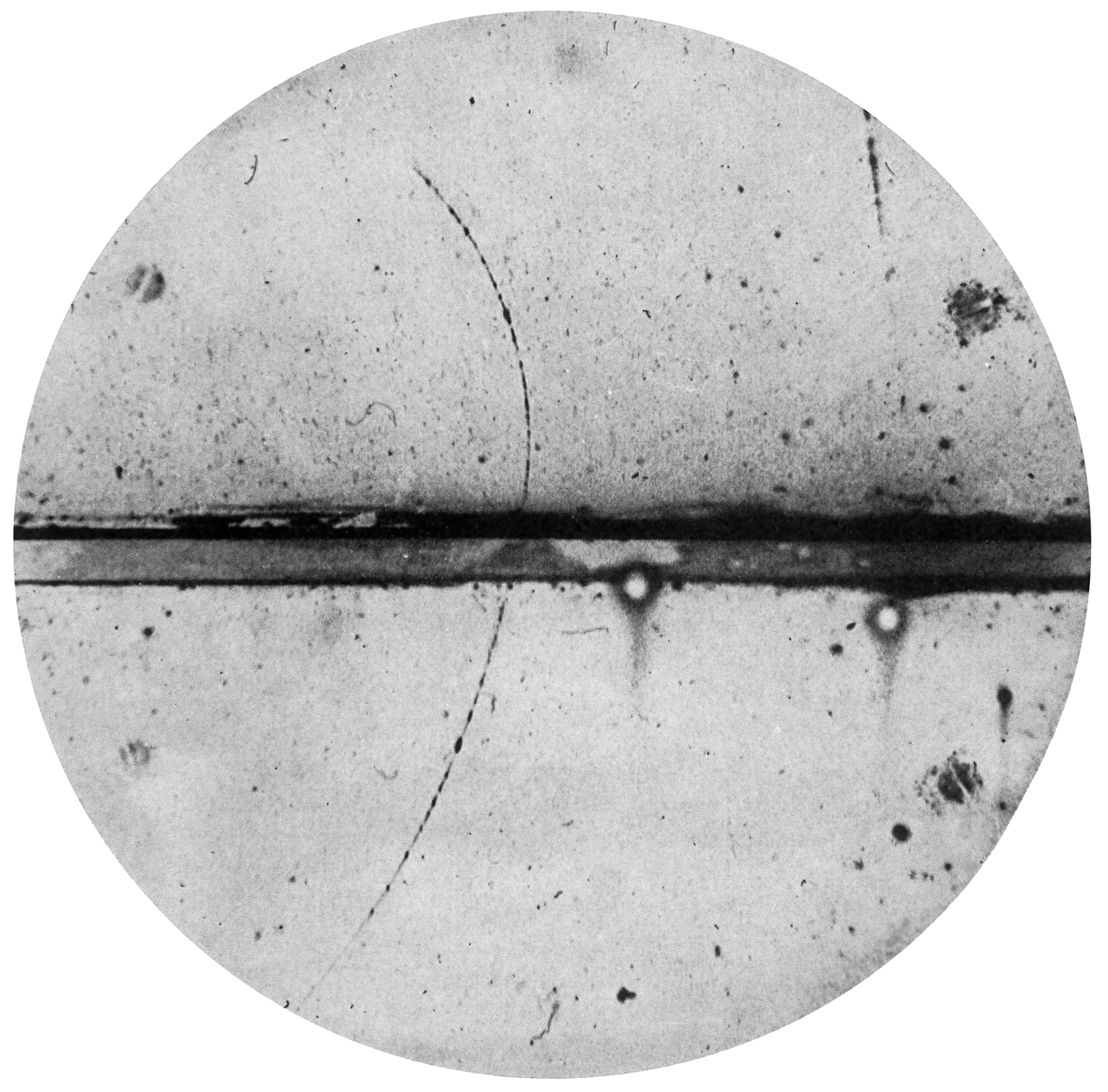
De eerste foto van de baan van een positron in een nevelvat. De baan is zichtbaar als een gebogen lijn, in het midden is een loden plaat zichtbaar.

Condensatie is de faseovergang van gas- of damp-vorm naar vloeistof en is het tegenovergestelde van verdampen.
Wanneer warme, vochtige lucht afkoelt tot onder het dauwpunt, zal de waterdamp in deze lucht condenseren. Warme lucht kan een grotere hoeveelheid waterdamp bevatten dan koude lucht (regel: de maximale hoeveelheid waterdamp die de lucht kan bevatten is afhankelijk van de luchttemperatuur, met andere woorden hoe groter de luchttemperatuur, hoe groter de maximaal mogelijke hoeveelheid waterdamp). Stoom bevat bijna 100% waterdamp, terwijl bij vrieskou de lucht maar heel weinig water bevat. In een woning is condensatie uit warme vochtige lucht waar te nemen doordat na het douchen de waterdamp condenseert op koude oppervlakken zoals spiegels, tegels en ramen
Als 's nachts de lucht afkoelt tot het dauwpunt, zal waterdamp in de lucht condenseren en als  dauw zichtbaar worden. De maximale absolute vochtigheid in de lucht neemt af met de temperatuur, terwijl de relatieve luchtvochtigheid zal toenemen.
Bij condensatie van vocht uit de lucht komt warmte vrij, deze is gelijk aan het omgekeerde van de verdampingswarmte.
Bij de overgang van damp naar vloeistof wordt de dichtheid van - in dit geval - water vele malen groter, omdat de watermoleculen in de vloeistof elkaars buren worden, terwijl ze in de dampfase los van elkaar door de ruimte bewegen. De letterlijke vertaling van condensatie is dan ook: verdichting.

## Verschijningsvormen
Bekende verschijningsvormen van condensatie zijn wolken en de witte condensatiestrepen die ontstaan als vliegtuigen waterdamp uitstoten die vrijkomt bij de verbranding van kerosine. Op de hoogte waar ze vliegen is de lucht koud, waardoor de waterdamp direct condenseert op roetdeeltjes (condensatiekernen) in het uitlaatgas.

## Toepassingen
Condensatie wordt gebruikt bij destillatie.
Tijdens het prille begin van de industriële revolutie gebruilkten Savery (1650-1715) en Newcomen (1663-1729) in het zuiden van Engeland condensatie van stoom om water op te kunnen pompen dankzij de onderdruk die die condensatie teweeg bracht.
Een nevelvat gebruikt condensatie om het traject van een deeltje te kunnen visualiseren.
Ook vele andere toepassingen zoals koeling, airconditioning en waterontzilting maken gebruik van condensatie.

## Ruimere zin
In ruimere zin wordt het woord in de wetenschap voor ieder proces gebruikt waarbij entiteiten die eerst onafhankelijk van elkaar waren voortaan gezamenlijk gedrag vertonen. Een voorbeeld hiervan is het bose-einsteincondensaat, dat reeds in 1924 werd voorspeld en pas in 1995 werd waargenomen.